# 阿尔马河战役
阿尔马河战役是克里米亞战争期间，发生在克里米亞半岛阿尔马河的一次战役。1854年9月14日，由法国、英国、奥斯曼土耳其组成的盟军在克里米亞半岛登陆。9月19日，盟军进抵阿尔马河。由缅希科夫指挥的俄军退守阿尔马河南岸。次日，拉格伦勋爵在左翼指挥英军，圣-阿尔诺在右翼指挥法军共同对俄军发起攻击。俄军在英法联军猛烈打击下损失惨重，被迫退往塞瓦斯托波尔。阿尔马河战役使法英土盟军在克里木半岛站稳了脚跟，并奠定了克里米亞战争的局势。